# ツエーゲン金沢
ツエーゲン金沢 （ツエーゲンかなざわ、独: Zweigen Kanazawa）は、金沢市、野々市市、かほく市、河北郡津幡町、内灘町を中心とする石川県全県をホームタウンとする、日本プロサッカーリーグ（Jリーグ）に加盟するプロサッカークラブ。

## 概要
1956年創設の「金沢サッカークラブ」が前身。2006年に「ツエーゲン金沢」へ名称を変更した。2013年にJリーグ準加盟クラブとして承認され、2014年にJリーグに入会した。運営会社は株式会社石川ツエーゲンである。なお、同社設立までの運営母体であった一般社団法人石川フットボールクラブは「ツエーゲン金沢後援会」の運営などを手掛ける。なお、2017年5月26日付で一般社団法人石川ツエーゲンスポーツクラブに改称している。
ツエーゲン (Zweigen) は、「強いんだっ！」を意味する金沢弁の「つえーげん！」をもとに、ドイツ語の zwei（二つの）と gehen（進む） から造語されたもので、「チームとサポーターが共に進んでいく」という意味が込められている。ただし、実際のドイツ語における zweigen は「枝」を意味する zweig の与格複数形であり、日本語では「（複数の）枝に」という意味になる。また、この単語は「ツヴァイグン」のように発音される。
エンブレムのデザインは石川県の県花であるクロユリとフルール・ド・リスをモチーフとしている。マスコットは「県鳥」のイヌワシをモチーフにしたマスコットキャラクターの「ゲンゾー」である。
ホームスタジアムは金沢ゴーゴーカレースタジアム、練習場は津幡運動公園陸上競技場 や白山市松任総合運動公園グラウンド などである（詳細は#スタジアム・練習場他を参照）。

## 歴史

### 前史
- 1956年：「金沢サッカークラブ」が創設される。
- 1982年：北信越フットボールリーグに初昇格。
- 1990年：全国社会人サッカー選手権大会 （以下「全社」）に初出場し、初勝利を挙げた。
- 1992年：天皇杯に初出場。1回戦で日産FC横浜マリノス（現横浜F・マリノス）に敗北。
- 2002年：全国地域サッカーリーグ決勝大会 （以下「地決」）に初出場。TDK（現ブラウブリッツ秋田）などと同組のグループAに入ったが、1勝2敗のグループ最下位の成績で1次ラウンド敗退。
- 2004年：2部制に移行した北信越1部で初優勝。
- 2006年：運営母体として任意団体の「石川フットボールクラブ」が発足。クラブ名称を「ツエーゲン金沢」に変更した。

### 2006年 - 2009年（北信越リーグ）
2006年
小川雅己が選手兼任で監督に就任した。リーグ戦は松本山雅FC、JAPANサッカーカレッジ、AC長野パルセイロと優勝を争ったが、4位に終わった。また、石川県サッカー選手権大会の準決勝でテイヘンズFCに敗れ、天皇杯本戦出場も逃した。
2007年
運営母体の「石川フットボールクラブ」を任意団体から有限責任中間法人へ移行。元日本代表の池田司信が監督に就任した。リーグ戦は松本山雅FC、JAPANサッカーカレッジ、AC長野パルセイロに次ぐ4位の成績。全社は2回戦でY.S.C.C.横浜に敗北。2年ぶりの出場となった天皇杯は3回戦で水戸に敗れた。
2008年
池田体制2年目。リーグ戦はAC長野パルセイロ・JAPANサッカーカレッジに次ぐ3位の成績。また、全社の北信越大会でも、AC長野パルセイロにリーグ戦と合わせて3度目の敗戦を喫し、全国地域リーグ決勝大会出場は成らなかった。天皇杯は3回戦で岐阜に敗北。シーズン終了後に池田が監督を退任した。なお、同年中に「石川フットボールクラブ」が有限責任中間法人から一般社団法人へ組織改組した。
2009年
京都元ヘッドコーチの上野展裕が監督に就任。Jリーグチームから新たに選手を補強するだけでなく、ブラジル人コーチの招聘や、ブラジル州リーグ所属の選手を獲得しシーズン開幕を迎えた。リーグ戦はJAPANサッカーカレッジ・AC長野パルセイロに次ぐ3位の成績。全社で準優勝。第33回全国地域サッカーリーグ決勝大会は3位に入り、JFL17位・FC刈谷との入替戦に出場。入替戦は1勝1分の成績でFC刈谷に勝利し、2010年からのJFL昇格が決まった。

### 2010年 - 2013年（JFL）
2010年
上野体制2年目。元日本代表の久保竜彦を獲得した。4月9日にJリーグ準加盟を申請した。12月15日、株式会社ツエーゲンを設立して、トップチームの運営を「石川フットボールクラブ」から移管した。
2011年
上野体制3年目。再度準加盟を申請したが継続審議となった。東日本大震災の影響でシーズン日程が変更され、リーグ戦は中盤に暫定で首位に立ったが、最終成績は7位。シーズン終了後に上野が監督を退任した。また、マイケル・ジェームズがニュージーランド代表に選出され、クラブ初のA代表選出となった。
2012年
福岡元ヘッドコーチの森下仁之が監督に就任。ホームスタジアムの改修やクラブの資本金増資の遅延により、2012年2月審査の準加盟申請は見送られた。また、クラブ事務所を、ホームスタジアムである西部緑地公園そばのカフェ併設の事務所に移転し、開幕前に地元政財界人の経営参加と運営会社に8千万円の増資が行われた。
2013年
チームスローガン：団結エーゲン
森下体制2年目。2013年2月、Jリーグ準加盟が承認された。天皇杯の2回戦で横浜FCに勝利した（3回戦で清水に敗北）。11月19日、日本プロサッカーリーグの理事会でJリーグへの入会と、2014年のJ3リーグ参加が承認された。

### 2014年（J3）
2014年
チームスローガン：やっぞ!! CHALLENGE OF ZWEIGEN 2014
森下体制3年目。ソニー仙台FC元監督の田端秀規が強化部長、V・ファーレン長崎元監督の東川昌典がアカデミーダイレクターおよびユース監督にそれぞれ就任した。またJリーグ経験のある太田康介、原田欽庸、辻正男、作田裕次が加入した。シーズン中に元大分の辻尾真二が完全移籍で、金子昌広、姜成浩、水永翔馬が期限付き移籍で加入する一方、本田真吾がHonda FCに期限付き移籍した。
リーグ戦は長野、町田らと昇格を争ったが、第21節からの7連勝（第28節の引き分けを挟み最終的には13試合負けなし）で2位以下を突き放した。11月16日、第32節琉球戦に勝利して優勝が確定した。そして11月19日、Jリーグ理事会でJ2昇格が承認された。

### 2015年 - 2023年（J2）
2015年
チームスローガン：創力戦 Do our best.
森下体制4年目。栃木SCからチャ・ヨンファン、清水から廣井友信を完全移籍で、CAメトロポリターノからジャーン・モーゼル、山形から秋葉勝を期限付き移籍で獲得。玉城峻吾、星野有亮が新加入し、金子昌広と水永翔馬が完全移籍で加入した。
また、シーズン途中にウニオンECからメンデス、甲府から野田紘史を完全移籍で、仙台から茂木駿佑が期限付き移籍で加入。
リーグ戦は序盤戦から好調で6連勝という快進撃を見せ、一時は首位に立ったが、後半戦は19試合勝ちなし（11分8敗）と低迷。それでも第39節で20試合ぶりの白星を挙げ、終盤戦は2勝1分け1敗の成績を見せ、最終成績は12位。
2016年
チームスローガン：勇轟 FUSION
森下体制5年目。前年のチーム得点王である清原翔平がC大阪へ、前年のJ2最優秀ゴール賞を受賞した佐藤和弘が水戸へ、田中パウロ淳一と秋葉勝が岐阜、辻正男がYS横浜、ジャーン・モーゼルが栃木へ移籍。また、チャ・ヨンファンが契約満了で退団。
一方で湘南から安東輝、横浜FMから熊谷アンドリュー、川崎から可児壮隆と安柄俊を期限付き移籍で、山形から山崎雅人、群馬から小柳達司、札幌から古田寛幸、CRヴァスコ・ダ・ガマからロマリーニョ、鳥取から馬渡和彰を完全移籍で獲得、尚州尚武FC U-18からキム・テソン、別内ユナイテッドからキム・ヨンホンが入団した。
シーズン途中にアル・オルーバからダビを完全移籍で、鳥栖から中美慶哉が期限付き移籍で加入。また、岐阜に移籍していた秋葉勝が期限付き移籍で再加入した。
リーグ戦では、第1節終了時の15位タイが最高順位で、第3節以降は、第5、24、37、38各節終了時に20位になった以外常に21位以下、かつその大半が最下位で、第41節終了時でも最下位であったものの、最終節、引き分けでも優勝となる首位札幌と引き分けたことにより、同節で敗れた21位北九州を逆転し21位でJ2・J3入れ替え戦へ出場、J3リーグ2位の栃木SCに2戦2勝となりJ2残留を決めた。シーズン終了後に森下が監督を退任した。
2017年
チームスローガン：ONE ACTION つかみたい明日のために、ひとつになれ。
監督に元新潟の柳下正明が就任。馬渡和彰が徳島、安柄俊が熊本、阪本翔一朗がアルビレックス新潟シンガポール、辻尾真二が相模原、玉城峻吾が今治へ移籍、吉川翔梧が契約を更新せず期限付き移籍していた八戸へ移籍、水永翔馬が北九州、古田寛幸が秋田へ期限付き移籍、安東輝、熊谷アンドリュー、可児壮隆は期限付き移籍期間満了、大橋基史は引退、ロマリーニョ、ダビ、Honda FCへ期限付き移籍していた本田真吾が契約満了で退団した。
一方で、松本から白井裕人、長崎から佐藤洸一、仙台から杉浦恭平、鹿島から大橋尚志を完全移籍で、磐田から石田崚真、新潟から宮崎幾笑、鹿島から垣田裕暉を期限付き移籍で獲得した。また秋葉勝が完全移籍に移行した。
また、シーズン開幕直前にキム・ヨンホンが北信越1部・サウルコス福井へ期限付き移籍。開幕後には榎本滉大が福島県1部・いわきFC、山藤健太が北九州へ期限付き移籍、メンデスが契約解除（後に栃木へ加入）したが、G大阪から田尻健、C大阪から庄司朋乃也を育成型期限付き移籍で、清水からビョン・ジュンボンを期限付き移籍で、沼田圭悟を大宮から完全移籍で獲得した。また、来シーズンの加入が内定している島津頼盛が特別指定選手として加入した。
J2リーグ戦では一時は10試合未勝利という苦しい時期があったが、白井が正守護神として、佐藤がエースストライカーとして活躍した事に加え、大橋や石田や宮崎、そして途中期限付き加入した庄司など出場機会に恵まれなかった若手選手が主力として活躍、終盤戦では7試合負けなしで締めくくった。結果は13勝10分19敗、得失点差-18で最終順位は17位となった。
2018年
チームスローガン：SHINKA 進むために、深化しろ。
柳下体制2年目。太田康介が今治、星野有亮が鳥取、富田康仁、嶺岸佳介が沼津、原田欽庸が関東1部・栃木ウーヴァFC、阿渡真也が藤枝へ移籍、古田寛幸が契約を更新せず期限付き移籍していた秋田へ移籍、北九州へ期限付き移籍していた水永翔馬が契約を更新せずJFL・テゲバジャーロ宮崎へ移籍、大町将梧が契約を更新せず期限付き移籍していたHonda FCへ移籍、キム・テソンがJFL・ラインメール青森FCへ期限付き移籍したが開幕前に契約解除、北信越1部・サウルコス福井へ期限付き移籍していたキム・ヨンホンが契約満了、ビョン・ジュンボン、中美慶哉は期限付き移籍期間満了、大槻優平、秋葉勝が引退した。
一方で、讃岐からアラン、鹿島から梅鉢貴秀、山口から加藤大樹、C大阪（昨季途中は徳島に期限付き移籍）から清原翔平、スコータイFCからマラニョンを完全移籍で、仙台から藤村慶太を期限付き移籍で獲得。また、鹿島から育成型期限付き移籍加入していた垣田裕暉、磐田から期限付き移籍加入していた石田崚真、新潟から期限付き移籍加入していた宮崎幾笑、C大阪から育成型期限付き移籍加入していた庄司朋乃也の移籍期間を延長、山藤健太が期限付き移籍先の北九州から復帰、毛利駿也、山本義道、島津頼盛、谷口遼弥が新加入。
また、シーズン途中に小柳達司と山崎雅人が群馬に期限付き移籍。
昨年と同一カードとなった愛媛との開幕戦に勝利。J2参入4年目にして初めて開幕戦白星を飾る。また、第7節横浜FC戦にてJ2昇格後のリーグ戦で関東アウェイゲーム初勝利。ホームでは思うような戦績を残せなかったものの、アウェイでは終始好調な試合運びを見せて勝点を積み上げ、最終成績は14勝13分15敗の13位。シーズン14勝、勝点55、得点52、得失点差+4はいずれもJ2昇格後最多となった。
2019年
クラブ理念：挑戦を、この街の伝統に。
柳下体制3年目。佐藤洸一、小柳達司が甲府、原田直樹が関東1部・VONDS市原FC、野田紘史がJFL・ラインメール青森FC、山藤健太がJFL・Honda FCへ移籍、榎本滉大がVONDS市原FC、谷口遼弥が北信越1部・JAPANサッカーカレッジへ期限付き移籍、マラニョンが契約満了、庄司朋乃也、石田崚真、宮崎幾笑、田尻健は期限付き移籍期間満了、山﨑雅人が引退した。開幕後の7月には毛利駿也が湘南へ完全移籍した。
一方で、CSカルタヒネスからクルーニー、湘南から後藤雅明、新潟（昨季途中は群馬に期限付き移籍）から長谷川巧を期限付き移籍で、仙台から小島雅也、清水から新井栄聡、松本から小松蓮を育成型期限付き移籍で獲得。藤村慶太が完全移籍に移行した。また、鹿島から育成型期限付き移籍加入していた垣田裕暉の移籍期間を延長、石尾崚雅、窪田稜、大石竜平が新加入。
リーグ戦は前年より過去最高の勝点61を獲得、11位となった。天皇杯は3回戦でサンフレッチェ広島に敗れた。
2020年
柳下体制4年目。小島雅也が群馬、沼田圭悟が琉球、山本義道が横浜FM、加藤大樹が山形、梅鉢貴秀、清原翔平が相模原、榎本滉大が関西1部・おこしやす京都AC、アランが関東2部・エスペランサSC、谷口遼弥がアルビレックス新潟シンガポールへ完全移籍、クルーニー、後藤雅明、新井栄聡が期限付き移籍期間満了、垣田裕暉が鹿島からの育成型期限付き移籍期間満了で徳島、小松蓮が松本からの期限付き移籍期間満了で山口へ期限付き移籍した。
一方で、水戸から石井綾を完全移籍で、FC東京（昨季は福岡に期限付き移籍）から山田将之、CAメトロポリターノ（昨季は山形に期限付き移籍）からホドルフォ、鹿児島からルカオ、松本（昨季は愛媛に期限付き移籍）から下川陽太を期限付き移籍で、柏から杉井颯を育成型期限付き移籍で獲得。また、新潟から期限付き移籍加入していた長谷川巧、昨季途中にC大阪から育成型期限付き移籍加入していた山根永遠が期限付き移籍として、それぞれ移籍期間を延長、上田樹、高安孝幸、田路耀介、本塚聖也、西田恵、加藤陸次樹が新加入。開幕後の7月には新潟から渡邊泰基が期限付き移籍加入した。
リーグ戦では、大卒ルーキーの加藤陸次樹がチームトップの13得点を挙げて、全体の得点ランキングでも6位タイに入り、チームも第26節時点では最高位の8位を記録するなどの健闘もあったものの、その後は第34～37節の4連敗や前年より21点多い67失点を喫するなど苦戦。最終成績は12勝13分17敗で、柳下体制ではワーストとなる18位に終わった。
2021年
柳下体制5年目。加藤陸次樹がC大阪に完全移籍、西田恵が岩手に期限付き移籍、山根永遠が期限付き移籍満了で水戸、ルカオが期限付き移籍満了で松本、杉井颯が育成型期限付き移籍満了で鳥取へ移籍、下川陽太が期限付き移籍満了で松本、長谷川巧が期限付き移籍満了で新潟へ復帰した。開幕後の7月には窪田稜が岐阜へ、8月には島津頼盛が鹿児島へ期限付き移籍、10月にはFC東京から期限付き移籍加入していた山田将之が大宮へ期限付き移籍した。
一方で、富山から大谷駿斗を、湘南から後藤雅明を、横浜FCから瀬沼優司を、愛媛から丹羽詩温を、G大阪から松田陸を完全移籍で、C大阪から庄司朋乃也を、大宮から嶋田慎太郎を期限付き移籍で獲得。また、新潟から期限付き移籍加入していた渡邊泰基、CAメトロポリターノから期限付き移籍加入していたホドルフォがそれぞれ移籍期間を延長、力安祥伍、片倉誠也、稲葉楽、2020年から特別指定選手として試合に出場していた杉浦力斗が新加入。開幕後の8月には湘南から平松昇を育成型期限付き移籍で獲得した。
リーグ戦では、第7節終了時点で3位を記録するなど序盤は好調だったものの、第19～31節の13試合連続勝利なしなどもあり下位に沈み、第40節終了時点では19位と降格圏に位置していた。しかし、第41節山形戦に勝利したことにより降格圏を脱し、最終節を経てJ2残留に成功した。最終成績は10勝11分21敗で17位に終わった。天皇杯は2回戦で新潟に敗れた。
2022年
柳下体制6年目。開幕から2連続引き分け、第5節秋田戦で初勝利。第8節まで3勝3分2敗で6位だったが、ホームでの勝利は第15節山口戦までなかった。第19節に再び7位になるも、第20節岡山戦で大敗し11位まで後退。次の試合も引き分け、12位で前半戦を終える。
後半戦に入ると失点が増え、27-31節では5試合連続3点差で敗戦。その後も2失点や3失点が多く、最終的にはリーグワースト2位の69失点。13勝13分16敗の14位でシーズンを終えた。
天皇杯は3回戦で名古屋に敗戦。
2023年
柳下体制7年目。松田陸が千葉、片倉誠也が関東2部・アヴェントゥーラ川口、高安孝幸が琉球、西田恵（前年は宮崎に期限付き移籍）が奈良、石井綾 （前年は鈴鹿ポイントゲッターズに期限付き移籍）が東海1部・WYVERNに完全移籍、湘南から期限付き移籍加入していた平松昇が琉球に期限付き移籍、上田樹がJFL・高知ユナイテッドSCへ期限付き移籍した。
一方で、立正大学から井上竜太、明治大学から櫻井風我が加入。札幌より中野小次郎が期限付き移籍で加入。群馬が加藤潤也が完全移籍で加入。
前半戦を勝点24の15位で折り返すが、後半戦では22節から4連敗、32節からは3試合連続で0-3の敗戦を含む5連敗を喫するなど攻守ともバランスを崩しJ3降格圏内の21位に転落。10月22日、この試合で敗れれば3試合を残して21位以下が確定する状況となった第39節山形戦に0-1で敗戦、他会場でそれぞれ引き分けた19位栃木、20位の山口との勝点差が残り3試合で10となったため、21位以下が決定した。この段階ではJ3自動降格は確定していなかったものの、続く第40節町田戦に敗北、4連敗となった。同節甲府に敗れた21位大宮との勝点差は6のままとなったため、残り2試合を金沢が連勝し、かつ大宮が連敗しない限り逆転出来ない状態に追い込まれた。迎えた第41節大分戦では2度同点に追いついたものの逆転出来ず2-2で引き分け。この時点でJ2最下位が確定し、2024シーズンのJ3降格が決定した。シーズン終了後、柳下が監督を退任した。

### 2024年 - (J3)
2024年
監督に仙台、磐田などで監督経験のある伊藤彰が就任した。本年からホームスタジアムが金沢ゴーゴーカレースタジアムとなり、2月18日に行われたカターレ富山とのプレシーズンマッチがこけら落としとなったが、1ー4で敗れた。開幕から3連敗で一時は最下位となった後、3月24日第6節SC相模原戦でFC東京から育成型期限付き移籍2年目の梶浦勇輝のJ初ゴールでホーム初勝利を収めると、同節から連勝こそないものの10試合負けなし（5勝5分）で5位まで浮上、第16節ホームで首位大宮に敗れ一旦7位に後退したものの、その後4試合負けなしで第20節終了時には2位沼津と勝点差1の3位まで浮上する。しかし第24節アウェー大宮戦に敗れてから10試合勝利なし（4分6敗）で13位まで後退、第36節福島戦に敗れ、2試合を残し1年でのJ2復帰の可能性が完全消滅した。
2025年
伊藤体制2年目。開幕から7試合連勝がなかったが、第9、10節と初の連勝で一時はプレーオフ圏内の4位まで浮上したものの、直後に開催された4月に日程が振り替えられた第1節八戸戦からリーグ戦3連敗、1引分の後6月1日のホーム最下位琉球戦に1-2で逆転負けし11位に順位を下げた後、同月3日に伊藤監督の解任、後任に強化部長の辻田真輝が就任することを発表（交代は1日付）。

## タイトル

### クラブ
- J3リーグ：1回
  - 2014
- 北信越フットボールリーグ1部：1回
  - 2004
- 石川県サッカー選手権大会（兼天皇杯石川県予選）：8回
  - 2007, 2008, 2009, 2010, 2011, 2012, 2013, 2014

### 個人
- 日本フットボールリーグ
  - ベストイレブン
    - 2013年 : 清原翔平

### その他
- J2リーグ
  - フェアプレー賞 - 2015, 2017,2020,2021,2023

## スタジアム・練習場他

### ホームスタジアム
ホームスタジアムは金沢ゴーゴーカレースタジアムである。なお、過去のホームゲーム開催スタジアムは当項目を参照のこと。
なお金沢市は金沢城北市民運動公園（磯部町）にある金沢市民サッカー場をJリーグ公式戦（J2基準約1万人=椅子席8,000人、将来的にはJ1基準の15,000人への増築も可能）への開催が可能な専用スタジアムへの改築工事を完了。新スタジアムの開場に伴い、クラブは2024年度から同サッカー場を主本拠地にしたが、スタジアムの建設に際してクラウドファンディングを募集したところ、目標の1000万円の約5.6倍に当たる5639万円以上の寄付金が寄せられたため、当初の予定された設計に加え、さらなるスタジアム本体や周辺の整備などを進める予定に変更。

### 練習場

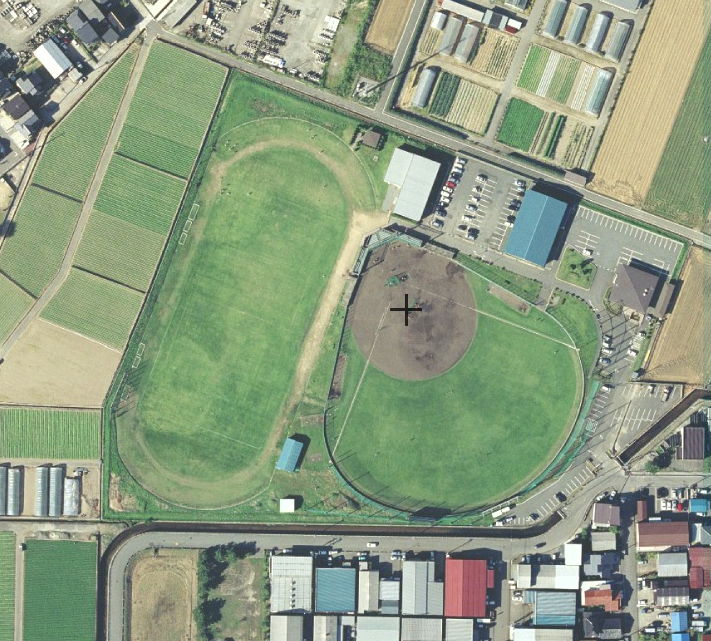
2007年の安原スポーツ広場多目的グラウンド

練習場は石川県西部緑地公園補助競技場、津幡運動公園陸上競技場、白山市松任総合運動公園グラウンド、金沢市安原スポーツ広場多目的グラウンド (金沢市)、石川県サッカー・ラグビー場 (能美市) となり、その他に北陸大学フットボールパークも使用している。
2016年1月、金沢市安原スポーツ広場にて、専用のクラブハウスが完成。黒をベースにした外装になっている。着工日は2015年9月30日で、完成日は2016年1月18日。なお、クラブハウスの壁面には協賛者のネームプレートが掲出されており、2020年1月に再度協賛が募集された。

## アカデミー
2009年、金沢市と河北郡津幡町にサッカースクールを設立、U-12年代での人材の育成と、地域におけるサッカーの普及・サッカー文化の発展を目指している。また、ツエーゲン金沢U-18を発足させた他、2010年にツエーゲン金沢U-15津幡、2011年に七尾市にツエーゲン能登ジュニアユースを設立した。

## ユニフォーム

### クラブカラー
- 赤[1]、    黒[1]、    黄[1]

### ユニフォームスポンサー
| 提出箇所   | スポンサー名             | 表記                      | 掲出年   | 備考 |
| 胸         | 12                       | 12 TWELVE                 | 2024年 - | |
| 鎖骨       | 北國新聞                 | 北國新聞                  | 2024年 - | 左側に表記 2009年はパンツ前面 2010年は背中上部 2011年 - 2023年は胸 2019年SUMMERと2021年3rdは「HOKKOKU SHIMBUN」表記                                                                  |
| 鎖骨       | システムサポート         | システムサポート          | 2024年 - | 右側に表記 2024年2ndは「STSシステムサポート」表記 |
| 背中上部   | 北國銀行                 | 北國銀行                  | 2011年 - | 2006年 - 2008年は背中上部 2009年 - 2010年は胸 2019年SUMMER・2021年3rdは「HOKKOKU BANK」表記                                                                                          |
| 背中下部   | 中森かいてき薬局グループ | 中森かいてき薬局 グループ | 2024年 - | 2010年 - 2014年はパンツ前面 2019年と2021年は1stおよび3rd鎖骨左側 2020年と2022年 - 2023年は1st鎖骨左側 2010年 - 2014年は「かいてき薬局」表記 2019年3rdと2021年3rdは「KAITEKI・P」表記 |
| 袖         | 米沢電気工事             | 米沢電気                  | 2010年 - | 2009年は背中上部 2019年SUMMERは「YONEZAWA.E.E」表記 2021年3rdは「YONEZAWA」表記 |
| パンツ前面 | 株式会社エー・オー・シー | AOC                       | 2025年 - | 2006年は胸で「エー・オー・シー」表記 2007年 - 2009年は袖 |
| パンツ背面 | ネスク                   | @ネスク                   | 2024年 - | |

### ユニフォームサプライヤーの遍歴
- 2006年 - 2011年：プーマ
- 2012年 - 2013年：エーライン
- 2014年 - 2015年：アンダーアーマー
- 2016年 - 2020年[21]：アディダス
- 2021年[22] - 現在：ヒュンメル

### 歴代ユニフォーム
| FP 1st      |             |      |      |      |
| 2006 - 2007 | 2008 - 2010 | 2011 | 2012 | 2013 |
| 2014        | 2015        | 2016 | 2017 | 2018 |
| 2019        | 2020        | 2021 | 2022 | 2023 |
| 2024        | 2025 -      |      |      |      |
|             |             |      |      |      |

| FP 2nd      |      |             |      |        |
| 2008 - 2010 | 2011 | 2012 - 2013 | 2014 | 2015   |
| 2016        | 2017 | 2018        | 2019 | 2020   |
| 2021        | 2022 | 2023        | 2024 | 2025 - |
|             |      |             |      |        |

| FP Other      |          |          |          |
| 2019 · SUMMER | 2021 3rd | 2022 3rd | 2023 3rd |
|               |          |          |          |

### 歴代ユニフォームスポンサー表記
| 年度 | 箇所                                          | 箇所                                                                        | 箇所                                                 | 箇所                                       | 箇所                                 | 箇所                                      | 箇所                             | 箇所       | サプライヤー |
| 年度 | 胸                                            | 鎖骨左                                                                      | 鎖骨右                                               | 背中上部                                   | 背中下部                             | 袖                                        | パンツ前面                       | パンツ背面 | サプライヤー |
| 2006 | エー・オー・シー                              | 解禁前                                                                      | 解禁前                                               | 北國銀行                                   | 解禁前                               | CPU                                       | NTT Do Co Mo                     | 解禁前     | PUMA         |
| 2007 | wellco ウイル・コーポレーション               | 解禁前                                                                      | 解禁前                                               | 北國銀行                                   | 解禁前                               | （カバのイラスト）                        | NTT Do Co Mo                     | 解禁前     | PUMA         |
| 2008 | wellco ウイルコ                               | 解禁前                                                                      | 解禁前                                               | 北國銀行                                   | 解禁前                               | （カバのイラスト）                        | NTT Do Co Mo                     | 解禁前     | PUMA         |
| 2009 | 北國銀行                                      | 解禁前                                                                      | 解禁前                                               | 米沢電気                                   | 解禁前                               | （カバのイラスト）                        | 北國新聞                         | 解禁前     | PUMA         |
| 2010 | 北國銀行                                      | 解禁前                                                                      | 解禁前                                               | 北國新聞                                   | 解禁前                               | 米沢電気                                  | かいてき薬局                     | 解禁前     | PUMA         |
| 2011 | 北國新聞                                      | 解禁前                                                                      | 解禁前                                               | 北國銀行                                   | 解禁前                               | 米沢電気                                  | かいてき薬局                     | 解禁前     | PUMA         |
| 2012 | 北國新聞                                      | 解禁前                                                                      | 解禁前                                               | 北國銀行                                   | 解禁前                               | 米沢電気                                  | かいてき薬局                     | 解禁前     | A-LINE       |
| 2013 | 北國新聞                                      | 解禁前                                                                      | 解禁前                                               | 北國銀行                                   | 解禁前                               | 米沢電気                                  | かいてき薬局                     | 解禁前     | A-LINE       |
| 2014 | 北國新聞                                      | 解禁前                                                                      | 解禁前                                               | 北國銀行                                   | 解禁前                               | 米沢電気                                  | かいてき薬局                     | 解禁前     | UNDER ARMOUR |
| 2015 | 北國新聞                                      | 解禁前                                                                      | 解禁前                                               | 北國銀行                                   | 解禁前                               | 米沢電気                                  | 100満ボルト                      | 解禁前     | UNDER ARMOUR |
| 2016 | 北國新聞                                      | 解禁前                                                                      | 解禁前                                               | 北國銀行                                   | 澁谷工業                             | 米沢電気                                  | 100満ボルト                      | 解禁前     | adidas       |
| 2017 | 北國新聞                                      | 解禁前                                                                      | 解禁前                                               | 北國銀行                                   | 澁谷工業                             | 米沢電気                                  | 100満ボルト                      | 解禁前     | adidas       |
| 2018 | 北國新聞                                      | -                                                                           | あしたのチーム （2nd）                               | 北國銀行                                   | 澁谷工業                             | 米沢電気                                  | 100満ボルト                      | 解禁前     | adidas       |
| 2019 | 北國新聞 （通常） HOKKOKU SHIMBUN （SUMMER）  | 中森かいてき薬局 グループ （1st） あしたのチーム （2nd） KAITEKI・P （3rd） | 100満ボルト （通常） 100 （SUMMER）                  | 北國銀行 （通常） HOKKOKU BANK （SUMMER）  | 澁谷工業 （通常） SHIBUYA （SUMMER） | 米沢電気 （通常） YONEZAWA.E.E （SUMMER） | -                                | 解禁前     | adidas       |
| 2020 | 北國新聞                                      | 中森かいてき薬局 グループ （1st）                                           | 100満ボルト                                          | 北國銀行                                   | 澁谷工業                             | 米沢電気                                  | -                                | -          | adidas       |
| 2021 | 北國新聞 （1st・2nd） HOKKOKU SHIMBUN （3rd） | 中森かいてき薬局 グループ （1st） KAITEKI・P （3rd）                        | 100満ボルト （通常） 100 （SUMMER）                  | 北國銀行 （1st・2nd） HOKKOKU BANK （3rd） | 澁谷工業 （1st・2nd）                | 米沢電気 （1st・2nd） YONEZAWA （3rd）    | KOMATSU Komatsu Ishikawa （3rd） | -          | hummel       |
| 2022 | 北國新聞                                      | 中森かいてき薬局 グループ （1st）                                           | 100満ボルト                                          | 北國銀行                                   | -                                    | 米沢電気                                  | -                                | -          | hummel       |
| 2023 | 北國新聞                                      | 中森かいてき薬局 グループ （1st）                                           | 100満ボルト                                          | 北國銀行                                   | -                                    | 米沢電気                                  | -                                | -          | hummel       |
| 2024 | 12 TWELVE                                     | 北國新聞                                                                    | システムサポート （1st） STSシステムサポート （2nd） | 北國銀行                                   | 中森かいてき薬局 グループ            | 米沢電気                                  | -                                | @ネスク    | hummel       |
| 2025 | 12 TWELVE                                     | 北國新聞                                                                    | システムサポート                                     | 北國銀行                                   | 中森かいてき薬局 グループ            | 米沢電気                                  | AOC                              | @ネスク    | hummel       |